# Sāsvad
Sāsvad är en ort i Indien.   Den ligger i distriktet Pune och delstaten Maharashtra, i den sydvästra delen av landet, 1 200 km söder om huvudstaden New Delhi. Sāsvad ligger 771 meter över havet och antalet invånare är 29 858.
Terrängen runt Sāsvad är platt åt nordost, men åt sydväst är den kuperad. Runt Sāsvad är det ganska tätbefolkat, med 207 invånare per kvadratkilometer. Sāsvad är det största samhället i trakten. Trakten runt Sāsvad består till största delen av jordbruksmark.